# モンロー (小惑星)
モンロー (3768 Monroe) は小惑星帯に位置する小惑星である。南アフリカのヨハネスブルグでシリル・ジャクソンによって発見された。
アメリカ合衆国出身の女優のマリリン・モンローに因んで命名された。前後の小惑星番号の小惑星は、モンローと結婚した3人の夫のうちの2人、ジョー・ディマジオとアーサー・ミラーに因んで命名されている。